# VetBact
Databasen VetBact innehåller information om bakterier av intresse inom veterinärmedicinen .
Databasen har utvecklats vid Sveriges lantbruksuniversitet (SLU) och Statens veterinärmedicinska anstalt (SVA) i Uppsala.
VetBact utvecklades i första hand för att vara ett verktyg för veterinärstudenter och deras lärare vid SLU, men databasen är öppen också för veterinärer och studerande vid andra lärosäten.

## Historia
Den första versionen av databasen publicerades på svenska på Statens veterinärmedicinska anstalts webbplats år 2006 och följande år flyttade den till en egen domän (vetbakt.se).  År 2010 blev databasen tvåspråkig (engelska/svenska) och i samband med att denna version, VetBact 2.0, släpptes ändrades domännamnet till vetbact.org.  Databasens namn ändrades också från "VetBakt" till "VetBact".  Under 2011 tillkom ytterligare tre moduler (VetBactBlog, VetBactQuiz och VetBactLab).

## Databasens innehåll
Det finns information om fler än 220 arter (och underarter) av bakterier. Dessa arter tillhör över 80 släkten och representerar 9 av 29 bakteriefyla (utvecklingslinjer).  För varje art finns information om etymologi, taxonomi, morfologi, metabolism, biokemiska reaktioner, värddjur, sjukdom, fylogeni med mera. Det finns över 300 bilder, för vilka icke-kommersiell användning medges enligt en Creative Commons BY-NC-ND 2.5 licens.

## Modulerna VetBactBlog, VetBactQuiz och VetBactLab
Dessa kursinriktade moduler återfinns under rubriken "Kursmaterial" på VetBact.  Till skillnad från övriga delar av VetBact är dessa moduler i huvudsak på engelska, men innehåller översättningar till svenska av en del termer och liknande.
- VetBactBlog är, som namnet antyder, en blogg. Den tillhandahåller ett RSS-flöde och ger utrymme för diskussioner.
- VetBactQuiz innehåller ett antal frågor för veterinärstudenter. Automatisk feedback ges så snart man har lämnat ett svar.
- VetBactLab är avsedd att komplettera experiment i laboratoriet. Syftet med dessa virtuella laborationer är att lära eleverna hur man identifierar bakterier som orsakar olika sjukdomar hos djur.

VetBact-databasen och dess moduler har byggts med hjälp av fri och öppen programvara (FOSS) och används i veterinärutbildningen vid SLU.